# 仁科咲姫
仁科 咲姫（にしな さき、1992年3月22日 - ）は、大阪府高槻市出身の女優。株式会社ケイエムシネマ企画所属。

## 人物
5歳のときに大阪のモデル事務所、スタジアムプロモーションに所属し、キッズモデルとして活動をする。
2010年、現在の所属事務所であるケイエムシネマ企画に所属。単身上京。活動名を本名の仁科 咲から仁科 咲姫にした。
2012年、主演した永野亮のソロデビュー曲「つながるのうた」のプロモーションビデオがスペースシャワーTVで2012年上半期ベスト20に選ばれるなど話題に。
2016年放送のNHK土曜時代劇「忠臣蔵の恋〜四十八人目の忠臣〜」に出演したことをきっかけに、もっと時代劇に出られるよう所作を勉強するため花柳流・花柳毬香衛の元で日本舞踊を始める。
2021年夏、シアターコクーンにて上演された三浦大輔演出「物語なき、この世界」に出演。
近年では政府拉致問題対策本部主催の拉致問題啓発舞台劇「めぐみへの誓い―奪還―」にて横田めぐみ役を演じるなど、様々な方面に活躍の場を広げている。

## 出演

### 映画
- ハダカの美奈子（2013年11月9日、チャンスイン） - リエコ 役
- 64 -ロクヨン- 前編・後編（2016年5月7日・6月11日、東宝） - 安藤 役
- DESTINY 鎌倉ものがたり（2017年） - 看護師 役
- るろうに剣心 最終章 The Final（2021年） - 花嫁 役
- ミッシング（2024年5月17日公開、ワーナー・ブラザース映画） - みかん農園新人・マキ 役[6]
- 掟（2024年） - 市長秘書・岡山愛佳役[7]

### テレビドラマ
- ひとりじゃないの第８話（2001年、TBS） - 五十畑ほなみ 役
- 相棒 season13 第12話「学び舎」（2015年1月21日、テレビ朝日） -  女子大生 役
- 忠臣蔵の恋〜四十八人目の忠臣〜（2016年9月24日 - 2017年2月25日、NHK総合） - 女中しな 役
- ブラックリベンジ（2017年、読売テレビ）第4話 - レポーター 役
- ぬけまいる〜女三人伊勢参り第7話（2018年、NHK） - 女中 役
- 赤ひげ2第7話（2020年、NHK BSプレミアム） - 沖石の妻・ちぐさ 役
- トップナイフ-天才脳外科医の条件-第4話（2020年） - 今出川の元恋人 役
- いいね!光源氏くん（2020年、NHK）第三絵巻 - 梨香 役
- 赤いナースコール（2022年、テレビ東京） - 看護師 役
- 夫を社会的に抹殺する5つの方法 Season2第12話（2024年、テレビ東京） -  司会者 役
- スカイキャッスル第8話（2024年、テレビ朝日） - 看護師 役
- 全領域異常解決室 第7話（2024年11月20日、フジテレビ） - 広告代理店受付 役[8]
- 恋は闇 第5話（2025年5月14日、日本テレビ） - 警察署職員 役[9]
- 特捜9 final season 第8話（2025年5月28日、テレビ朝日） - 椿原祐佳 役[10]

### 配信ドラマ
- ある夜、彼女は明け方を想う（2022年1月8日配信開始、Amazon Prime Video） - マザーハウスの店員 役
- 恋愛バトルロワイヤル（2024年8月29日配信開始 - 、Netflix） - 宝石店の店員 役

### 舞台
- 物語なき、この世界（2021年7月11日 - 8月3日、Bunkamuraシアターコクーン） - キャバ嬢ヒカル 役[11]

### PV
- 永野亮 「つながるのうた」[12]
- 永野亮 「はじめよう」
- ゴールデンボンバー 「ガガガガガガガ」